# Jesús Serrano Lara
Jesús Serrano Lara (Tomelloso, 16 de octubre de 1978) es un deportista español que compite en tiro en la modalidad de foso.
En la Copa Mundial de Tiro obtuvo seis podios: primer lugar en 2007 y 2011, segundo lugar en 2009 y tercer lugar en 2003, 2011 y 2012.
Participó en dos Juegos Olímpicos de Verano, ocupando el décimo lugar en Pekín 2008 y el quinto en Londres 2012, en la prueba de foso.